# Мингуцци, Андреа
Андреа Мингуцци (итал. Andrea Minguzzi; род. 1 февраля 1982, Кастель-Сан-Пьетро-Терме, Эмилия-Романья) — итальянский борец греко-римского стиля, олимпийский чемпион 2008 года, двукратный бронзовый призёр чемпионатов Европы 2007 и 2008 годов.
Выступал в весовой категории до 84 кг.
Победа Мингуцци в полуфинале пекинской Олимпиады над шведским борцом Арой Абрахамяном обернулась громким скандалом.

## Государственные награды
- Командор ордена «За заслуги перед Итальянской Республикой» — 5 сентября 2008 года